# Frédéric Bulot
Frédéric Bulot (Libreville, 1990. szeptember 27. –) francia származású gaboni labdarúgó, az angol Charlton Athletic FC középpályása kölcsönben a belga élvonalbeli Standard Liègetől.

## Pályafutása

### A válogatottban
A francia ifjúsági válogatottban játszott. 2009-ben az U19-es válogatottal az U19-es Európa-bajnokságon az elődöntőig jutott.
2014-ben úgy döntött, hogy a gaboni válogatottban folytatja a pályafutását. Március 5-én debütált a Marokkó elleni barátságos mérkőzésen. Részt vett a 2015-ös afrikai nemzetek kupáján.